# Viitapohja
Viitapohja est un quartier de Tampere en Finlande.

## Description
Viitapohja est situé à environ 22 km du centre-ville. 
Il est bordé à l'ouest par Kämmenniemi, à l'est par Kangasala et Orivesi, au sud par Kangasala et Sorila, et au nord par Terälahti.  
Le 31 décembre 2014, Viitapohja comptait 242 habitants. 